# Ismaïl de Ghazni
Pour les articles homonymes, voir Ismail.
Ismaïl (اسماعیل en persan) est un prince de la dynastie des Ghaznévides. Il règne brièvement sur Ghazni entre 997 et 998 avant d'être supplanté par son frère Mahmoud.

## Biographie
Ismaïl est un fils cadet de Subuktigîn, le fondateur de la dynastie ghaznévide. Sa mère est la fille d'Alptegîn, général d'origine turque au service des Samanides qui se proclame émir à Ghazni en 962. Subuktigîn lui succède comme émir de Ghazni et profite du déclin des Samanides pour se tailler un domaine dans le Khorassan et l'Afghanistan, toujours sous la suzeraineté théorique de l'émir samanide Nouh II.
À sa mort, en 997, Subuktigîn laisse plusieurs fils. Il choisit de léguer Ghazni à Ismaïl, peut-être parce qu'il estime qu'un descendant d'Alptegîn a davantage de légitimité pour gouverner cette ville, tandis que son fils aîné Mahmoud obtient le Khorassan.
Décrit comme un érudit parlant arabe et persan, Ismaïl s'avère incapable de résister aux ambitions de son frère Mahmoud. Ce dernier, qui souhaite réunir l'intégralité de l'héritage ghaznévide, s'allie avec un autre fils de Subuktigîn, Abu'l-Muzaffar Nasr, gouverneur de Bost, et à leur oncle Bughrajuq, gouverneur de Hérat. Mahmoud marche sur Ghazni et bat les forces d'Ismaïl devant la ville en mars 998.
L'ancien émir Ismaïl termine sa vie prisonnier chez les Farighunides (en), une dynastie vassale des Ghaznévides qui règne sur le Guzgan, dans le nord-ouest de l'actuel Afghanistan.